# São Félix da Marinha
São Félix da Marinha es una freguesia portuguesa del concelho de Vila Nova de Gaia, con 9,00 km² de superficie y 11.171 habitantes (2001). Su densidad de población es de 1 241,2 hab/km².

## Galería

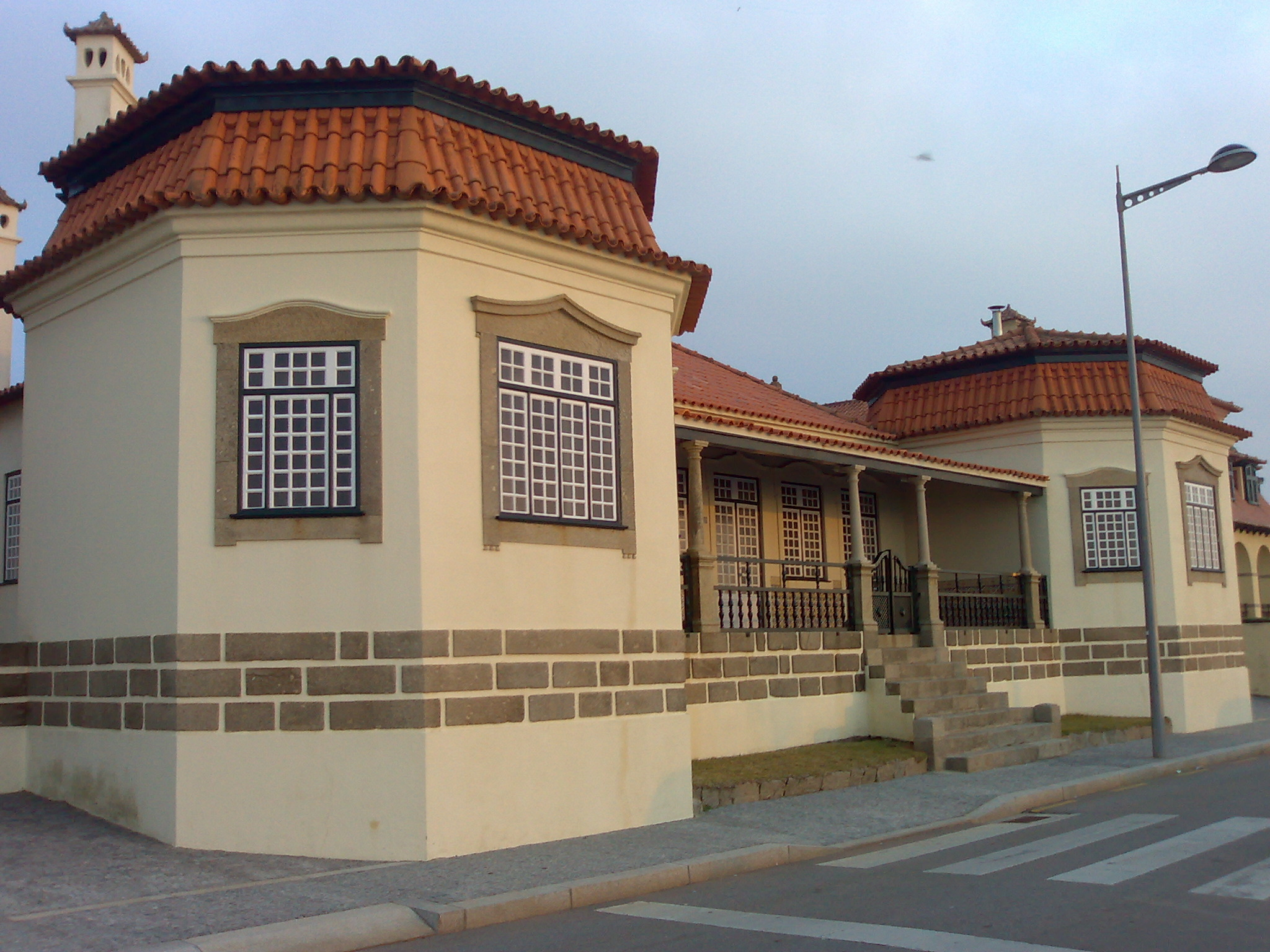
Casa na praia da Granja